# Tanmanjeet Singh Dhesi
Tanmanjeet Singh « Tan » Dhesi, né le 17 août 1978 à Slough, est un homme politique britannique du Parti travailliste,. Il est député à la Chambre des communes pour la circonscription de Slough de 2017 à 2024.

## Jeunesse
Dhesi est né à Slough et passe son enfance à Chalvey,.
Il est le fils de Jaspal Singh Dhesi, qui dirige une entreprise de construction au Royaume-Uni et qui est l'ancien président de Guru Nanak Darbar Gurdwara, à Gravesend, le plus grand Gurdwara, lieu de culte de sikhs, du Royaume-Uni. 
Titulaire d'un diplôme de mathématiques et de gestion de l'University College de Londres, il a étudié la statistique appliquée au Keble College d'Oxford et est titulaire d'une maîtrise en philosophie d'histoire et de politique de l'Asie du Sud du Fitzwilliam College de Cambridge.
En 2012, sa mère, Dalwinder Kaur Dhesi, est emprisonné en Inde pour enlèvement et avoir forcé un avortement à une mère adolescente, qui est décédée plus tard,. De nombreux commentateurs ont reproché à la condamnation d'être un prétexte politique et un recours a été formé par Dalwinder immédiatement après la décision. En 2018, un double siège de la Haute Cour du Pendjab et de l'Haryana a confirmé l'appel. Toutes les charges retenues contre elle ont ensuite été abandonnées. 

## Carrière
Dhesi est l'ancien maire de Gravesham et président du parti travailliste de la circonscription de Gravesham dans le Kent, où il s'est présenté sans succès aux élections générales de 2015,. 
Il est le premier député sikh britannique à porter un turban aux élections générales de 2017 et prononce son premier discours à la Chambre des communes le 18 juillet 2017.